# گوریتسا (استان دوبریچ)
گوریتسا (به بلغاری: Goritsa) یک منطقهٔ مسکونی در بلغارستان است که در شهرستان جنرال توشوو واقع شده‌است.